# Adjelhoc
Adjelhoc is een gemeente (commune) in de regio Kidal in Mali. De gemeente telt 7900 inwoners (2009).